# HMS Ark Royal (R09)
Pour les autres navires du même nom, voir HMS Ark Royal.
Le HMS Ark Royal est un porte-avions de classe Audacious qui fut en service dans la Royal Navy de 1955 à 1979. Classé comme porte-avions lourd lors de sa conception, il fut par la suite considéré comme porte-avions moyen, en comparaison avec les grands porte-avions de l'US Navy.

## Construction et modifications

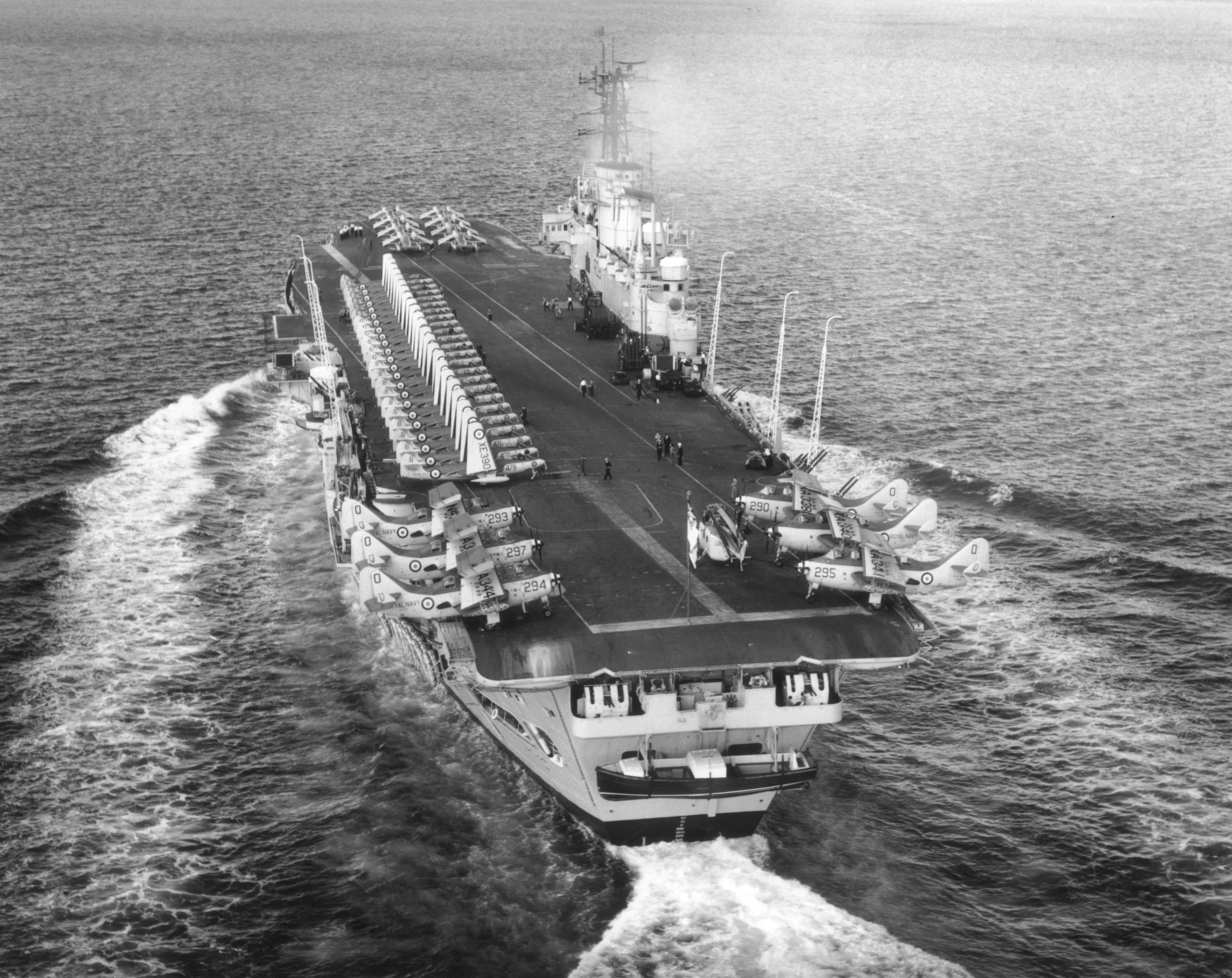
LArk Royal à la fin des années 1950, avant que l'ascenseur (à l'angle bâbord du pont d'envol) ne soit retiré

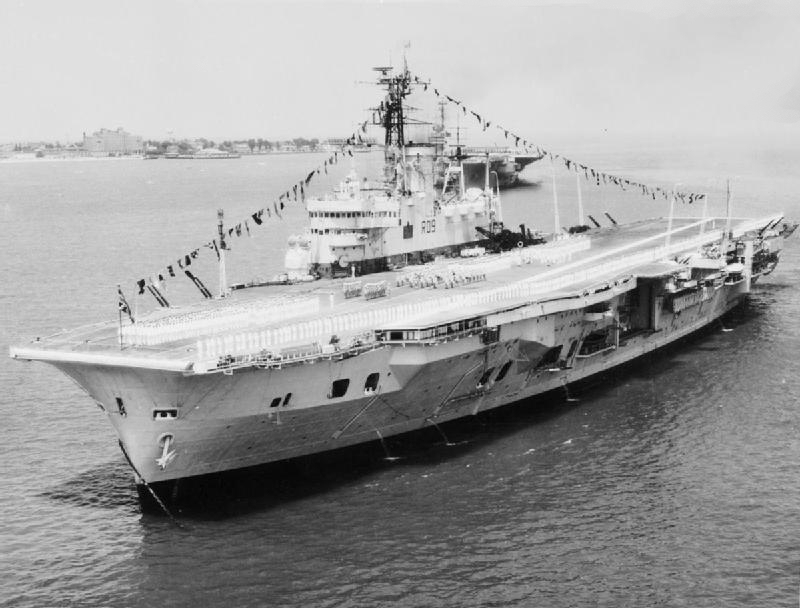
LArk Royal en 1957.

L'Ark Royal était le sistership du HMS Eagle qui fut initialement nommé Audacious, nom que prit la classe de bâtiment à laquelle ces deux porte-avions appartenaient ; deux autres unités étaient prévues (HMS Africa et HMS Eagle) mais leur construction fut annulée en raison de la fin de la Seconde Guerre mondiale. Celle des deux premières fut suspendue pendant quelques années, et reprise ultérieurement, en leur faisant bénéficier de progrès techniques récents.
Initialement nommé Irresistible, il fut renommé Ark Royal avant son lancement. Il a été le dernier porte-avions CATOBAR (Catapult Assisted Take Off But Arrested Recovery, avec catapultes et avec brins d'arrêt) en service dans la marine britannique.

## Historique opérationnel

### Ultimes formations aériennes embarquées en 1970-78
- Naval Air Squadron 809 – 14 Buccaneer S2 (Assaut)
- Naval Air Squadron 892 – 12 Phantom FG1 (Défense aérienne)
- Naval Air Squadron 849 (Flight B) – 4 Fairey Gannet AEW.3 (Alerte avancée)
- NAS.849 – 1 Gannet COD4 (Carrier Onboard Delivery)
- Naval Air Squadron 824 – 7 Sea King HAS2 (hélicoptères de lutte anti-sous-marine)
- Escadrille "bord" – 2 Wessex HAS1 Search and Rescue (SAR)

## Aéronefs et formations aériennes embarquées

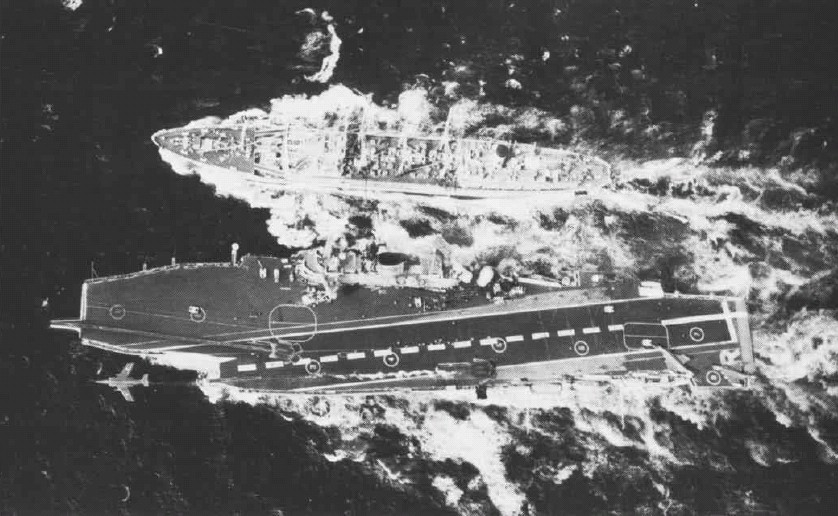
Vue aérienne de lArk Royal en 1970

- Hawker Sea Hawk
- de Havilland Sea Venom
- Fairey Gannet
- Westland Wyvern
- Grumman Avenger
- McDonnell Douglas Phantom FG.1
- Blackburn Buccaneer
- Supermarine Scimitar
- de Havilland Sea Vixen
- Westland Dragonfly
- Westland Sea King
- Westland Wessex

## Liste des commandants successifs
(tous Captain)
- 1954–1956: Dennis Cambell
- 1956–1958: Frank Hopkins
- 1959–1961: Peter Hill-Norton
- 1961–1963: Donald Gibson
- 1963–1964: Michael Pollock
- 1964–1965: Anthony Griffin
- 1965–1966: Michael Fell
- 1969–1971: Raymond Lygo
- 1971–1972: John Roberts
- 1972–1973: Desmond Cassidi
- 1973–1975: John Gerard-Pearse
- 1975–1976: Wilfred Graham
- 1976–1978: Edward R. Anson